# Dayton-Wright FP-2
Il Dayton-Wright FP-2 fu un idrovolante da ricognizione fotografica biplano triposto sviluppato dall'azienda aeronautica statunitense Dayton-Wright Company negli anni venti del XX secolo, e rimasto allo stadio di prototipo.

## Storia del progetto
All'inizio degli anni venti del XX secolo la Spanish River Pulp and Paper Co., di Sault Sainte Marie, Ontario, emise un requisito per un aereo idrovolante destinato al pattugliamento delle aree forestali. La ditta statunitense Dayton-Wright Company elaborò il progetto di un biplano, bimotore, quadriposto, con galleggianti a scarponi, che fu designato FP-2. Il prototipo, matricola americana N-CAED, equipaggiato con due propulsori Hall-Scott L-6 che azionavano eliche spingenti, andò in volo per la prima volta nel 1922 nelle mani del collaudatore Benny Wheelan. Ne furono ordinati due esemplari, ma ne risulta consegnato solo uno, che dopo i primi collaudi venne modificato con l'adozione di due motori Liberty L-12 da 400 hp (298 kW) in posizione traente.

## Descrizione tecnica

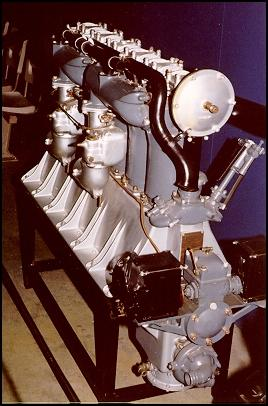
Motore Liberty L-6 esposto presso il National Museum of the United States Air Force di Dayrton, Ohio.

Idrovolante biplano da ricognizione fotografica, quadriposto, bimotore. La configurazione alare era biplana, con le ali dritte e di uguale apertura, intercambiabili tra di loro, costruite legno con rivestimento in tela. Le due ali erano collegate tra loro con quattro coppie di montanti, rinforzati da cavi d'acciaio, mentre altre due coppie di montanti collegavano la fusoliera all'ala superiore. I montanti interalari erano realizzati in tubo d'acciaio. La fusoliera era costruita con longheroni di abete rosso e centine formate da pannelli impiallacciati, ed era ricoperta da tre strati costituiti da uno di balsa inserito tra due di noce nero.
La cabina di pilotaggio era completamente chiusa, ospitava quattro membri dell'equipaggio, e veniva raggiunta dai galleggianti tramite una scala pieghevole, e vi erano uscite di sicurezza sul tetto. La parte anteriore della fusoliera era completamente finestrata al fine di migliorare la visibilità del pilota, e i due sedili anteriori potevano essere ruotati all'indietro per posizionarsi davanti agli altri due, e tra loro si trovava un tavolo da lavoro intermedio. Il carrello d'atterraggio era sostituito da due galleggianti a scarponi.
La propulsione era assicurata da due motori a V Liberty L-12 a 12 cilindri raffreddati a liquido, eroganti la potenza di 400 hp (298 kW)  ed azionanti un'elica bipala lignea.

## Impiego operativo
Questo velivolo, immatricolato con codice civile G-CAED, fu impiegato dal Canadian Forest Service (CFS) per voli di aerofotogrammetria in Canada, dal pilota J. Scott Williams, che li effettuava trasportando i fotografi Milton S. Beale e J. R. Doty. Mentre prestava servizio, l'aereo fu modificato con l'adozione di finestre laterali più grandi e doppi controlli per un secondo pilota.
L'aereo rimase gravemente danneggiato durante il decollo dal porto di Michipicoten, a nord di Sault S.te Marie, il 28 settembre 1922, quando in fase di decollo il velivolo andò in stallo e precipitò da bassa quota nelle acque del lago. Il pilota J. Scott Williams e il fotografo Beale riuscirono ad abbandonare l'aeromobile prima che, a causa delle rottura dei montanti di supporto di un galleggiante, esso affondasse.